# Berufsname
Unter Berufsname versteht man zweierlei:
- In der Namenforschung sind Berufsnamen Familiennamen, die ursprünglich von Berufsbezeichnungen abgeleitet wurden  (zum Beispiel Müller).
- Im modernen Namensrecht sind damit Namen gemeint, die im Rahmen der Berufsausübung verwendet werden, zum Beispiel Künstlernamen.

## Familiennamen
Familiennamen werden in der Namenkunde als Berufsnamen eingeordnet, wenn sie von einer Berufsbezeichnung abgeleitet sind (Müller, Schmidt, Köhler, Fischer usw.). Weitere Beispiele finden sich unter Deutsche Familiennamen.

## Künstler- oder Berufsnamen
In der deutschen Rechtsprechung wird gelegentlich auch der im Berufsleben verwendete Name so verstanden, der vom personenstandsrechtlich verbindlichen Namen abweicht. Bei Künstlern heißt dieser Berufsname Künstlername. Die Möglichkeit zur Führung eines Berufsnamens ist in Deutschland nicht auf Künstler beschränkt, sondern im Gegenteil nur in Ausnahmefällen verboten (wie bei Notaren). Solche Berufsnamen konnten nach einem Beschluss des Bundesverfassungsgerichts vom 8. März 1988 auch in der Rubrik Ordens- oder Künstlername des Personalausweises oder Reisepasses vermerkt werden. Die Behörden hatten hier aber einen Beurteilungsspielraum, wenn nicht sicher war, dass der Name bereits Verkehrsgeltung hatte oder also wenn nicht feststand, dass der Namensträger unter diesem Namen bereits bekannt war. Inzwischen wurde die Möglichkeit der Eintragung von Ordens- oder Künstlernamen in Pässe abgeschafft. Auf zahlreiche Eingaben von Betroffenen hin wurde der Ordens- oder Künstlername jedoch im Pass-, Personalausweis- und Melderecht mit Wirkung ab 2010 wieder eingeführt.
Als Eheleute noch einen gemeinsamen Ehenamen führen mussten, wurde dies als Notlösung empfohlen, wenn ein gemeinsamer Name nicht gewünscht wird. Beispielsweise konnte sich Frau Gabler-Mustermann geb. Gabler im Berufsleben weiter einfach Gabler nennen. Heute kann dies noch bei einer Trennung der Ehegatten von Interesse sein, weil ein einmal angenommener Ehename erst nach Auflösung der Ehe abgelegt werden kann (Frau Mustermann geb. Gabler trennt sich von Herrn Mustermann, nimmt offiziell den Doppelnamen Gabler-Mustermann an und nennt sich im Berufsleben einfach Gabler). Der Arbeitgeber darf diesen Namen zwar im Allgemeinen verwenden, er kann dazu allerdings nicht gezwungen werden, zumal er nicht umhin kann, den offiziellen Namen gegenüber dem Finanzamt und den Sozialversicherungskassen zu benutzen.
Ein weiteres Beispiel für einen solchen Namen geben frühere Adelstitel. Auch hier wird oft aus der langen vollständigen Bezeichnung im täglichen Leben eine kürzere Fassung, bei der oft das von verschoben wird. Ein prominentes Beispiel ist der ehemalige Aufsichtsratsvorsitzende der Siemens AG Heinrich Pierer von Esch, allgemein als Heinrich von Pierer bekannt; ein weiteres Beispiel ist Karl-Theodor Freiherr von und zu Guttenberg, kurz als Karl-Theodor zu Guttenberg bekannt.

## Schweiz
Auch in der Schweiz ist ein Eintrag im Pass unter gewissen Umständen möglich (siehe Allianzname). Sofern man allerdings an dem gewählten Berufsnamen nicht bereits ein eigenes Namensrecht hat (z. B. weil es der Geburtsname ist), kann ein anderer Träger desselben Namens die Verwendung verbieten, solange der Berufsname keine Verkehrsgeltung erreicht hat, also solange er nicht selbst wegen dieser Verkehrsgeltung namensrechtlich geschützt ist.